# MOS Technology 6509
A MOS Technology 6509 nem más, mint a népszerű 6502 mikroprocesszor egy kissé továbbfejlesztett változata – a fejlesztés abban állt, hogy ez a csip képes 1 MiB RAM-memória címzésére memóriabank-váltásos (bank switching) technikával. Számos 6502-alapú processzor képes a bankváltásos memórialapozásra, de ezeknél a célt mindig külső áramkörökkel érték el. A 6509 ezt a lapozási logikát magán a csipen tartalmazta.
A 6509-es nagy hírnevet szerzett nehéz programozhatóságával, éppen a bankváltási technika sajátosságai miatt, és nem teljesített jól az eladási statisztikákban. A hasonlóan balvégzetű Commodore CBM-II számítógépcsaládban használták fel.

## Fordítás
Ez a szócikk részben vagy egészben  a   MOS Technology 6509 című angol Wikipédia-szócikk ezen változatának fordításán alapul.  Az eredeti cikk szerkesztőit annak laptörténete sorolja fel. Ez a jelzés csupán a megfogalmazás eredetét és a szerzői jogokat jelzi, nem szolgál a cikkben szereplő információk forrásmegjelöléseként.